# Луцій Помпей Вопіск Гай Аррунцій Кателлій Целер
Луцій Помпей Вопіск Гай Аррунцій Кателлій Целер (лат. Quintus Pompeius Vopiscus Gaius Arruntius Catellius Celer; ? — після 92) — державний діяч часів Римської імперії, консул-суффект 77 року.

## Життєпис
Походив з роду нобілів Аррунціїв, його гілки Целерів. Син Гая Аррунція Целера та Кателлії. Завдяки статкам та значущості родини розпочав швидку кар'єру. У 77—78 роках як імператорський легат-пропретор керував провінцією Лузітанія. Тоді ж його призначено консулом-суффектом разом з Марком Аррунцієм Аквілою. Водночас увійшов до жрецької колегії арвальських братів.
Близько 80 року було усиновлено Луцієм Помпеєм Вопіском, консулом 69 року. У 82 році призначено куратором шляхів Італії та куратором священних і громадських будівель. Обіймав ці посади до 83 року.
У 85—89 роках як імператорський легат-пропретор керував провінцією Тарраконська Іспанія. У 91 році претендував на проконсульство в провінції Африка і Азія, проте програв жеребкування. Остання згадка сягає 92 року.

## Родина
- Квінт Помпей Вопіск Гай Аррунцій Кателлій Целер Алій Сабін, консул-суффект 135 та 140 років
- Помпея Целеріна, дружина Плінія Молодшого